# ایست پوینت (جورجیا)
است پینت، جورجیا (به انگلیسی: East Point, Georgia) یک شهر در ایالات متحده آمریکا با جمعیت ۳۳٬۷۱۲ نفر است که در شهرستان فولتن، جورجیا واقع شده‌است.